# Adam Chałupczyński
Adam Ignacy Chałupczyński (ur. 30 lipca 1822 w Piotrkowie Trybunalskim, zm. 16 marca 1887 we Włocławku)- polski lekarz, literat, autor prac o charakterze filozoficznym, działacz niepodległościowy, uczestnik powstania styczniowego.

## Wczesne lata
Pochodził z rodziny mieszczańskiej. Jego ojciec był kowalem. Edukację odebrał szkołach w Piotrkowie Trybunalskim. W 1837 r. ukończył gimnazjum a następnie uzyskał stopień podaptekarza. W 1849 r. ukończył studia medyczne na Uniwersytecie Moskiewskim.

## Praca lekarska
W 1849 r. po ukończeniu studiów uniwersyteckich objął posadę lekarza miejskiego w Kozienicach. Pracę wykonywał tylko do momentu aresztowania pod zarzutem uczestnictwa w sprzysiężeniu antypaństwowym (1850). Po zwolnieniu z więzienia prowadził praktykę lekarską w Działoszynie (1853-1858). Następnie pracował jako lekarz szpitala dominialnego św. Konstancji w Maciejowicach, gdzie dał się poznać jako położnik i chirurg. Po upadku powstania styczniowego pracował jako lekarz w Izbicy Kujawskiej. Od 1876 r. prowadził prywatną praktykę lekarską we Włocławku.

## Działalność niepodległościowa
7 kwietnia 1850 r. został aresztowany pod zarzutem udziału w sprzysiężeniu antypaństwowym Szymona Konarskiego a następnie skazany na trzy lata więzienia w twierdzy Zamość. Uczestniczył w powstaniu styczniowym (1863) jako dowódca oddziału złożonego z 300 podlaskich chłopów. Brał udział w bitwie pod Łaskarzewem jako dowódca i jako lekarz (udzielając pomocy rannym w zaimprowizowanym szpitalu).

## Twórczość
- Pomysły do wiedzy życia świata (1860) - praca dotycząca powstania świata i życia na ziemi. Adam Chałupczyński napisał ją podczas pobytu w więzieniu w twierdzy Zamość.
- Kilka słów o pokątnym leczeniu (1867)
- O niektórych błędach nauki Darwina (1879)
- O potrzebie interwencji w celu ukrócenia pijaństwa (1884)
- Gawędy ekonomiczno-społeczne (1887) - praca zawiera krytykę ustroju społecznego